# Feedin' the Kiddie
「Feedin' the Kiddie」とは、シネマスコープで公開されたトムとジェリーの作品の一つ。1957年6月7日公開。この作品は1949年に公開された「台所戦争」のリメイク作品である。

## 製作スタッフ
- 製作・監督 - ウィリアム・ハンナ、ジョセフ・バーベラ
- 音楽 - スコット・ブラッドリー
- アニメーション製作 - アーヴィン・スペンス、ケネス・ミューズ、エド・バーグ、レイ・パターソン
- 背景 - ドン・ドリスコール
- レイアウト - ディック・ビッケンバッハ

## 備考
- リメイク元にあった、ジェリーが自分の部屋の棚の食料を探し回るシーン、お手伝いさんがローストターキーを持ってくるシーンがそれぞれカットされており、後者ではご馳走しか映っていない。
- ニブルスの名前がタフィーに変更された。また、リメイク元では手紙の差出人は孤児院からであったが、本作ではトムのいとこのジョージに変更されている。

## 日本でのテレビ放映
本作はTBS版では放映されておらず、DVD版にも未収録。